# Der Hofmeister
Pour les articles homonymes, voir Hofmeister.
 (août 2023).
Si vous disposez d'ouvrages ou d'articles de référence ou si vous connaissez des sites web de qualité traitant du thème abordé ici, merci de compléter l'article en donnant les références utiles à sa vérifiabilité et en les liant à la section « Notes et références ».
Der Hofmeister (aussi : Der Hofmeister oder Vorteile der Privaterziehung est une tragi-comédie (bien que sous-titrée par l'auteur comme « Une comédie ») en cinq actes de Jakob Michael Reinhold Lenz, qui est attribuée au courant littéraire de Sturm und Drang. L'œuvre a été écrite en 1774 et est considérée comme l'une des plus importantes du poète ; dans le drame, Lenz a utilisé des formes artistiques telles que des techniques situationnelles ou un agencement de scènes qui sont devenus plus tard typiques de l'impressionnisme.
Lenz a pris la structure de base du matériel sur l'histoire d'amour d'un maître de cour et de son élève de l'histoire de Pierre Abélard et Héloïse (le matériel avait également été adapté par Jean-Jacques Rousseau en 1761 pour son roman épistolaire Julie ou La Nouvelle Héloïse). Cette histoire ainsi que le père de l'exégèse biblique Origène sont explicitement mentionnés dans le drame lui-même (II/5 ou v/3).

## Performances
La pièce a été publiée anonymement en 1774 et a été créée le 22 avril 1778 par la compagnie d'acteurs de Friedrich Ludwig Schröder au Theater am Gänsemarkt à Hambourg.

## Liens web
- Der Hofmeister (Leipzig 1774) (format DjVu )
- Der Hofmeister (Leipzig 1774), en fac-similé numérique, Jakob Lenz Archive Heidelberg
- Der Hofmeister, disponible sur le site du projet Gutenberg.
- Histoire des origines, travail à l'Université de Düsseldorf (PDF; 13 kB)
- Nancy Thuleen, Die Tragikomödie des Sturm und Drang: Eine Untersuchung am Beispiel von Lenzens Hofmeister, essai.